# Dichonia xantha
Dichonia xantha là một loài bướm đêm trong họ Noctuidae.